# Türkiye Süper Kupası 2014
La Türkiye Süper Kupası 2014 è stata la quarantunesima edizione della Türkiye Süper Kupası. Si è disputata il 25 agosto 2014 tra il Fenerbahçe, vincitore della Süper Lig 2013-2014, e il Galatasaray, detentore della Türkiye Kupası 2013-2014. Per la terza volta consecutiva il Galatasaray ed il Fenerbahçe hanno preso parte al match.
A vincere il trofeo è stato il Fenerbahçe, che si è imposto per 3-2 ai calci di rigore, dopo lo 0-0 dei tempi regolamentari.

## Tabellino
| Arbitro: | Mustafa Kâmil Abitoğlu |

|                               |                      |                                     |
| Olcan Selçuk Melo Yekta Burak | Tiri di rigore 2 – 3 | Kuyt Caner M. Topuz Meireles Kadlec |

| Galatasaray | Fenerbahçe |